# سيدي عبد الرحمن (مصر)
30°58′N 28°44′E / 30.967°N 28.733°E

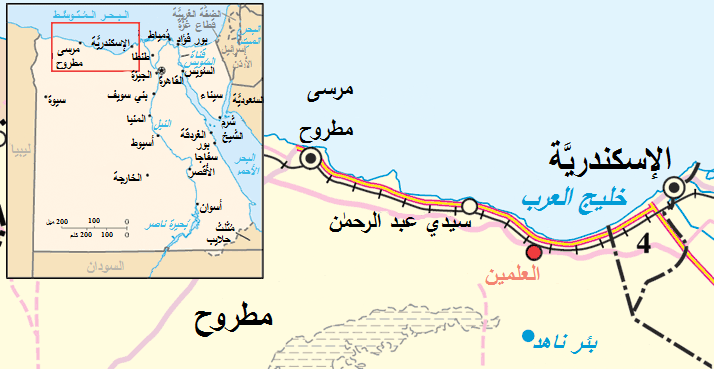
موقع قرية سيدي عبد الرحمن بين مدينتي مرسي مطروح والعلمين

قرية سيدي عبد الرحمن هي إحدي قري مركز العلمين شرق مدينة مرسي مطروح في مصر، وتتبع إداريا محافظة مطروح ويبلغ عدد سكانها قرابة 4000 نسمة وبها مزارع للزيتون والنخيل والتين والشعير.
تشتهر منطقه سيدي عبد الرحمن بشواطئها الرائعه، وتقع علي بعد 132 كم غرب الإسكندرية، وحوالي 30 كيلومترا إلى الغرب من العلمين. وتعتبر هذه المنطقة منتجعا شاطئيا صحراويا يبعد حوالي 190 كلم شرق مرسى مطروح، ويعتبر محطه توقف في الرحلة من الإسكندرية إلى واحة سيوة ومرسى مطروح. يقع خليج سيدي عبد الرحمن علي ساحل البحر المتوسط، ويجري الترويج لها باعتبارها منطقة سياحية وذات استثمارات كبيرة في المنطقة.
في العلمين، بالقرب من هذا المكان، وقعت المعركة الشهيرة في الحرب العالمية الثانية. وأضرحة ومقابر الحلفاء والألمان والإيطاليين قريبة جدا من منطقة سيدي عبد الرحمن والعلمين بحوالي 20 كم شرق سيدي عبد الرحمن.
تشتهر المنطقة بساحل خليج سيدي عبد الرحمن ذي الرمال البيضاء، ويقع بالقرب منها فندق سيدي عبد الرحمن ونحو 5 قري سياحية، ومجموعة من الفيلات الموجودة بالمنطقة للاصطياف.
كما تقوم شركة اعمار العقارية الإماراتية ببناء منتجع سياحي عالمي كبير باستثمارات تبلغ 7 مليارات جنيه مصري قرب المنطقة يعرف باسم «مراسي» علي مساحة 6 ملايين و 200 متر مربع تقريبا عند الكيلو 125 بطريق مصر مطروح، ومن المتوقع أن يجذب المشروع عند اكتماله ألاف السياح الأجانب الي المنطقة.

## مواقع خارجية
- البوابة الإلكترونية لمحافظة مطروح (الموقع الرئيسي لمحافظة مطروح)
- إعمار تختار أوراسكوم مقاولاً لمشروع مراسي (ايلاف)
- تنفيذ مشروع عملاق بمنطقة سيدي عبد الرحمن باستثمارات 7 مليارات جنيه (ايجيبتي)
- إعمار مصر للتنمية تطلق مبيعات الوحدات السكنية في مشروعي مراسي وأب تاون كايرو (ايلاف)